# 後藤陸翔
後藤 陸翔（ごとう りくと、2001年5月13日 - ）は、日本の男子バレーボール選手である。

## 来歴
愛媛県松山市出身。
2017年に新田高等学校に進学し、全学年で全日本高等学校選手権大会（春高バレー）に出場。攻守に安定感のある選手としてチームを支えた。
2020年、近畿大学に進学。関西大学1部リーグでは、2021年秋季、2022年秋季、2023年春季・秋季に優勝。また、1年-3年時の冬季には、V.LEAGUE DIVISION3 MEN（V3男子）に所属する近畿クラブスフィーダにインターン選手として所属し、V3男子の試合にも出場した。
大学4年時の2023年、近畿大学の主将に就任。第71回黒鷲旗全日本選抜大会では堺ブレイザーズを破る金星に貢献した。同年の西日本大学選手権大会（西日本インカレ）では敢闘賞、サーブ賞、猛打賞を受賞した。令和5年度天皇杯全日本選手権大会では、V1に所属するヴォレアス北海道とVC長野トライデンツを連破する快挙に貢献した。
2023-24シーズン、V1男子に所属する東京グレートベアーズの内定選手となった。2023年12月29日、V1男子のサントリーサンバーズ戦に出場し、V1デビューを果たした。翌日30日の同じくサントリー戦では初のスタメン出場を果たし、スパイクを多く決めてチームの勝利に貢献し、VOM(V.LEAGUE of the Match)を受賞した。
2025年、日本代表に初選出された。

## 球歴
- 日本代表 （2025年-）
  - ネーションズリーグ - 2025年

## 所属チーム
- 新田高等学校（2017-2020年）
- 近畿大学（2020-2024年）
  - 近畿クラブスフィーダ（2021年、2022年、2023年）
- 東京グレートベアーズ（2024年-）

## 受賞歴
- 2023年 - 西日本大学選手権大会 敢闘賞、サーブ賞、猛打賞